# Бургайбыт
Бургайбыт (также Бургайбыт 1-е) — пресноводное озеро на северо-востоке Якутии, в Абыйском улусе. Расположено на Абыйской низменности, в междуречье Индигирки и реки Дружина, в 1,3 км к западу от озера Кюрюнке.
Находится на высоте 37 м над уровнем моря. Площадь озера составляет 25,5 км², площадь водосбора — 69,8 км². Длина озера около 6,7 км, максимальная ширина в центральной части — 6 км.
Форма озера округлая, со слабо изрезанной береговой линией. Имеет сток в Селеннях через протоку на юго-востоке длиной 15 км, которая также принимает воду из озера Кюрюнке. Берега низкие, безлесые и заболоченные на западе и востоке, лесотундра подступает с севера и юга. К северу находятся несколько озёр меньшего размера, с которыми Бургайбыт соединено протоками. Острова отсутствуют.
Ближайший населенный пункт, село Куберганя, расположен примерно в 27 км к югу.